# 安徽凤仙花
安徽凤仙花（学名：Impatiens anhuiensis）为凤仙花科凤仙花属下的一个种。

## 扩展阅读
維基物種上的相關：安徽凤仙花